# Marcel Roman (Ruderer)
Marcel Marie Léon Roman (* 29. Juni 1900 in Lüttich; † 21. Juni 1969 ebenda) war ein belgischer Ruderer.

## Biografie
Roman gewann bei den Europameisterschaften 1921 in Amsterdam zusammen mit Roger Legrand und Steuermann Georges Anthony Bronze im Zweier mit Steuermann. Bei den Olympischen Sommerspielen 1924 bildete er mit Jules George, Victor Denis, Lucien Brouha und Steuermann Carlos Van den Driessche die belgische Crew in der Vierer mit Steuermann-Regatta. Im selben Jahr gewann die Crew Bronze bei den Europameisterschaften in Zürich; unklar ist, ob Van den Driessche hierbei Mitglied der Mannschaft war. Bei den Olympischen Sommerspielen 1928 gehörte Roman zur belgischen Crew, die in der Achter-Regatta antrat und bereits im Hoffnungslauf der 1. Runde ausschied.
Nach seiner aktiven Karriere blieb Roman seinem Verein "Royal Sport Nautique de la Meuse" treu und wurde Ende der 1950er Jahre Präsident des Vereins.